# Wilhelm Schmid

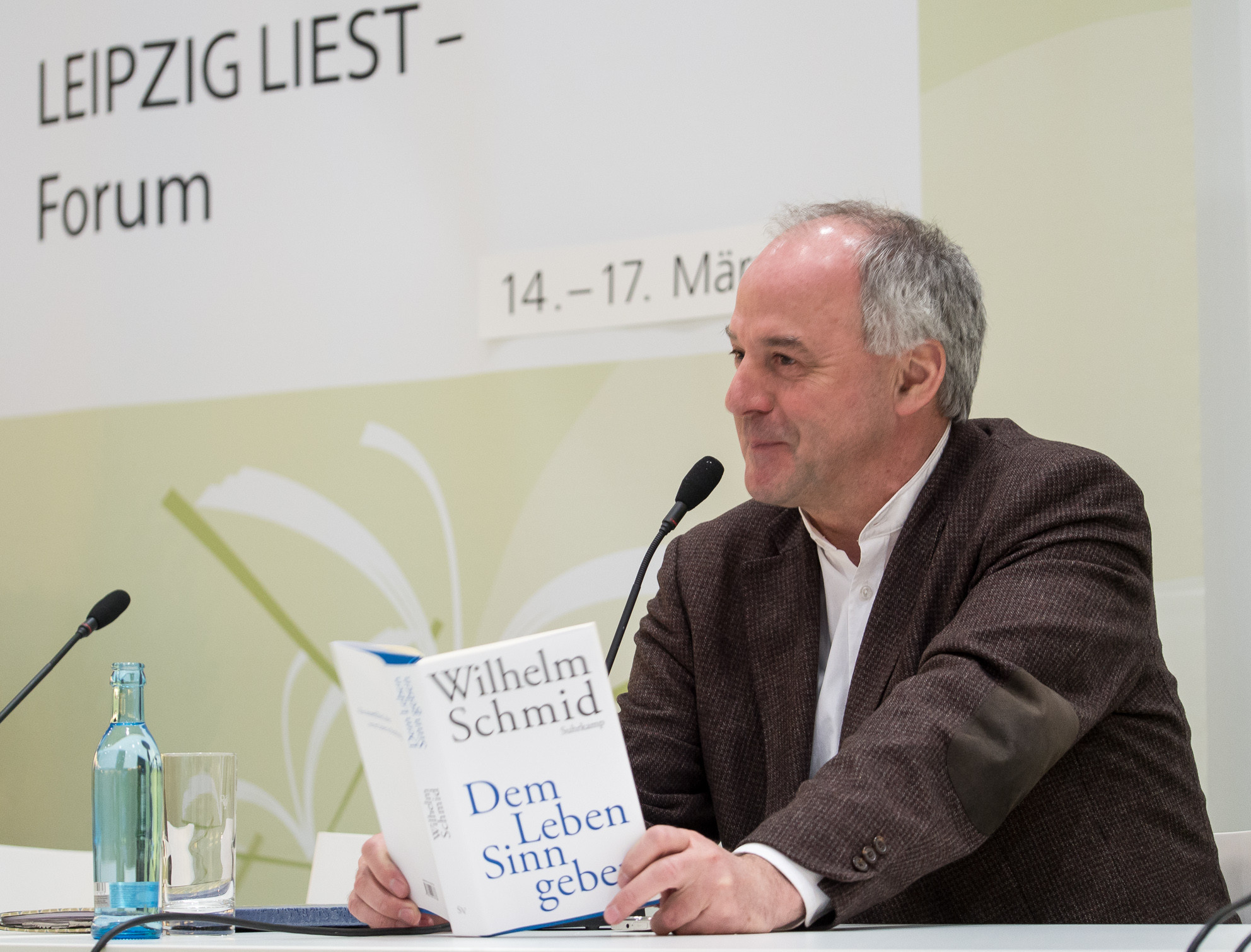

Wilhelm Schmid (26 de abril de 1953 en  Billenhausen /  Suabia) es un  Filósofo alemán con un enfoque en el área de la "filosofía de la vida".

## Biografía
Después de un aprendizaje como tipógrafo y cuatro años en el ejército Wilhelm Schmid se graduó en el  Bayern Augsburg College en 1980. El mismo año se emprendió estudios de filosofía e historia en la  Universidad Libre de Berlín, en la Sorbona de París y en la Universidad de Tübingen, estudios que finalizó en 1991, con una tesis doctoral sobre Michel Foucault.
Wilhelm Schmid es uno de los divulgadores filosóficos de más éxito en Alemania. Se dio a conocer tanto con sus textos científicos como con sus textos populares sobre el arte de vivir, la filosofía y la autoayuda en una corriente filosófica denominada la "Filosofía de la  vida"
Wilhelm Schmid pronunció un discurso en un evento organizado por el partido de extrema derecha AfD. Dice que es un error excluir a la AfD. Asegura que siempre hay convicciones compartidas, incluso con los miembros de la AfD.

## La "Filosofía de la  vida"
Los libros de Wilhelm Schmid reflexionan sobre la actitud mental que adoptamos frente a la vida; el arte de aceptar tanto los buenos momentos de ésta como los malos; y el reconocimiento del sentido y de las conexiones con todos los sentidos.

## Obras
- En busca de un nuevo arte de vivir. Editorial Pre-Textos. 2002.
- La felicidad. Todo lo que debe saber al respecto y por qué no es lo más importante en la vida.. Editorial Pre-Textos. 2010.
- El arte de vivir ecológico. Editorial Pre-Textos. 2011.